# Stopplaats De Boerhaar
Stopplaats De Boerhaar (afkorting Brr) is een voormalige halte aan de Staatslijn A. De stopplaats De Boerhaar lag tussen de huidige stations Wijhe en Olst.